# Mohammed Saleh
Mohammed Saleh (arab. ‏محمد باسم‎; ur. 18 lipca 1993 w Gazie) – palestyński piłkarz grający na pozycji obrońcy. Od 2022 jest zawodnikiem klubu Al-Ittihad Aleksandria.

## Kariera piłkarska
Swoją karierę piłkarską Saleh rozpoczął w klubie Gaza Sport, w którym zadebiutował w Gaza Strip Premier League. W 2015 przeszedł do Ahli Al-Khaleel, z którym w sezonie 2017/2018 wywalczył wicemistrzostwo West Bank Premier League. W 2018 trafił do maltańskiej Floriany, a następnie w 2019 do egipskiego Al-Masry. W 2021 grał w El Qanah FC, a w 2022 przeszedł najpierw do Eastern Company SC, a następnie do Al-Ittihad Aleksandria.

## Kariera reprezentacyjna
W reprezentacji Palestyny Saleh zadebiutował 5 października 2016 w zremisowanym 3:3 towarzyskim meczu z Tadżykistanem. W 2019 roku został powołany do kadry na Puchar Azji 2019.